# Alexándrovsk (Múrmansk)
Alexándrovsk (ruso: Алекса́ндровск) es un área cerrada de Rusia. Se ubica geográficamente en la óblast de Múrmansk, pero no pertenece a ninguno de sus raiones y está bajo administración federal. Su autogobierno local toma la forma jurídica de ókrug urbano, pese a que no es una ciudad sino una agrupación de tres ciudades colindantes.
En 2019, el área tenía una población de 45 442 habitantes.
El área fue creada en 2008 por un decreto presidencial de Dmitri Medvédev, mediante el cual se fusionaron las áreas pertenecientes a las hasta entonces ciudades cerradas separadas de Poliarny (la actual capital), Gadzhíyevo y Snezhnogorsk. Además de las tres ciudades constituyentes, el área incluye también la localidad rural de Olenya Guba.
Se ubica unos 10 km al norte de la capital regional Múrmansk, en la costa occidental de la bahía de Kola.